# Lijst van nationale parken in Paraguay
| Nationaal park                          | Stichtingsjaar | Oppervlakte (km2) | Foto |
| --------------------------------------- | -------------- | ----------------- | ---- |
| Nationaal park Bella Vista Norte        | 1998           | 73,11             |      |
| Nationaal park Caazapá (Caaguazú)       | 1976           | 160               |      |
| Nationaal park Cabrera Timane           | 1998           | 12258,23          |      |
| Nationaal park Cerro Corá               | 1976           | 55,38             |      |
| Nationaal park Chovoreca                |                | 1009,53           |      |
| Nationaal park Defensores del Chaco     | 1978           | 7800              |      |
| Nationaal park Lago Ypoá                | 1992           | 1000              |      |
| Nationaal park Médanos del Chaco        | 1992           | 5142,33           |      |
| Nationaal park Ñacunday                 | 1993           | 20                |      |
| Nationaal park Paso Bravo               | 1998           | 936,12            |      |
| Nationaal park Río Negro                | 1998           | 1230              |      |
| Nationaal park Serranía San Luis        | 1991           | 102,73            |      |
| Nationaal park Teniente Agripino Enciso | 1980           | 400               |      |
| Nationaal park Tinfunqué                | 1966           | 2800              |      |
| Nationaal park Ybycuí                   | 1973           | 50                |      |
| Nationaal park Lago Ypacaraí            | 1990           | 160               |      |